# Insekterne
Insekterne er en dansk naturfilm fra 1979, der er instrueret af Claus Bering efter eget manuskript.

## Handling
Claus Bering fortæller om insekternes indflydelse på folks dagligdag. Der er kun ganske få insekter, der generer folk direkte, og kun en enkelt art – den store gedehams Vespa crabro – der er decideret livsfarlig. Bier og de mindre hvepsearter kan også være farlige, men når deres stik bliver alvorligt, skyldes det som regel komplikationer, der ikke direkte hænger sammen med deres gift. I Norden er der ingen altopædende græshopper, og de få insekters larver, der kan konkurrere med menneskene på de spiselige grønsager og frugter, kan holdes i ave. En af de værste er nonnens larve, men den optræder kun uhyre sjældent i massevis. Over for denne tålelige gene står den umålelige betydning, insekterne har som bestøvere for frugt- og frøavlere. Filmen er også et forsøg på at gøre op med afvejningen mellem skadelige og nyttige insekter.